# Pierre Capelle
Pierre Adolphe Capelle (Montauban, 4 novembre 1775 – Parigi, 4 ottobre 1851) è stato un librettista e scrittore francese.

## Biografia
Figlio di un maestro d'arte, lavorò in una tipografia prima di diventare libraio a Parigi nel 1798. Nel 1800 fu incarcerato per due mesi nel carcere del Tempio per aver pubblicato una vita di Maria Antonietta. Libraio brevettato il 1º ottobre 1812, fu Ispettore della libreria dal 1818 al 1830.
Nel 1806, con Armand Gouffé, fece rivivere il compianto Caveau, una famosa goguette, creando il moderno Caveau.

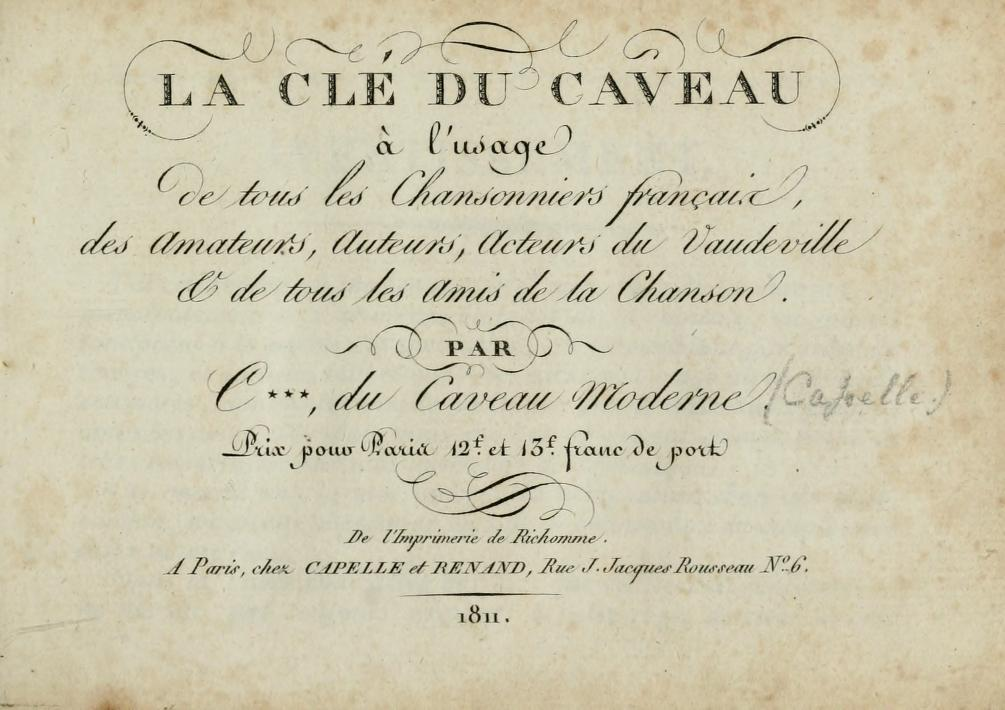
La Clé du Caveau, collezione di francobolli pubblicata da Pierre Capelle nel 1811.

Nel 1811 pubblicò una collezione di francobolli rimasta famosa per molto tempo: La clef du Caveau, à l’usage de tous les chansonniers français, des amateurs, auteurs, acteurs du vaudeville & de tous les amis de la chanson. Composto da 518 pagine e 891 brani, è chiamato dagli specialisti La Clé du Caveau o le recueil de Capelle.
Le Caveau moderne scomparve nel 1817 . Nel 1825, Capelle, sotto la presidenza di Marc-Antoine Madeleine Désaugiers, fece rivivere ancora una volta il Caveau dalle sue ceneri, presso il restauratore Lemardelay, con il titolo di Réveil du Caveau. Questo tentativo è stato interrotto con la morte di Désaugiers, che era la sua anima, e che è scomparso l'11 agosto 1827.
Le commedie di Capelle furono rappresentate al Théâtre du Vaudeville.

## Opere
- 1797: Bébée et Jargon
- 1801-1802: Âneries révolutionnaires, ou Balourdisiana, bêtisiana, etc. etc. ect
- 1813: Elle et lui, commedia in un atto, con Emmanuel Théaulon[4]
- 1814: La Vieillesse de Fontenelle, commedia in un atto, con Henri-François Dumolard[5]
- 1816: Gascon et Normand, ou les Deux soubrettes, commedia-vaudeville in un atto, con Théaulon
- 1816: La journée aux aventures
- 1817: Les deux Gaspard, commedia in un atto con Charles-François-Jean-Baptiste Moreau de Commagny;
- 1817: La Fête de la reconnaissance, vaudeville, con Nicolas Brazier[6]
- 1818: Encore une folie ou La veille du mariage, commedia in un atto, con Gabriel de Lurieu[7]
- 1818: Contes, anecdotes, chansons et poésies diverses
- 1811: La Clef du Caveau
- 1820: L'Autre Henri, ou l'An 1880, commedia in 3 atti, in prosa, con Théaulon e Fulgence de Bury
- 1820: L'Ermite de Saint-Avelle, ou le Berceau mystérieux, vaudeville in un atto, con Théaulon
- 1822: Chanson de la berceuse du duc de Bordeaux
- 1824: Dictionnaire de morale, de science et de littérature, ou Choix de pensées ingénieuses et sublimes, de dissertations et de définitions
- 1824: Le Tambour de Logrono, ou Jeunesse et valeur
- 1826: Manuel de la typographie française
- 1826: La Veuve de quinze ans, comedia in un atto, con Théaulon
- Chansonnier des Muses
- 1834: Abrégé de l'histoire de Paris
- 1850: L'Amitié, discours en vers libres
- Le 6 juin 1825. Rentrée de Charles X dans sa capitale après la cérémonie du sacre
- A-Propos sur le rétablissement du trône des Bourbons en France
- Couplets adressés par un grenadier de la Grande Armée à ses camarades
- Discours de Jérôme Farine, membre honoraire de la Société des forts de la Halle, à ses camarades et aux bouquetières de la rue aux Fers, réunis à la Courtille
- Ma profession de foi épicurienne, ronde de table
- Physiologie de la noce, ou C'est toujours la même chanson
- Tout roule dans ce monde